# جاكوبوس هوبراكن
جاكوبوس هوبراكن (25 ديسمبر 1698 - 14 نوفمبر 1780)، نقاش هولندي، والده هو الفنان وكاتب السيرة الذاتية أرنولد هوبراكن (1660–1719)، الذي ساعده في إنتاج سجل منشور لحياة الفنانين من العصر الذهبي الهولندي.
تشكل أعماله التي تضم أكثر من 400 نقشًا شخصيًا سجلاً مهمًا لمصدر الفن. وغالبًا ما كانت النقوش توضع في إطار بيضاوي، مع عنوان فرعي يشير إلى استحقاق الموضوع للشهرة. وكان يضع ملاحظاته حول الصورة الزيتية الأصلية تحت العنوان بأحرف صغيرة.